# أبوفيس (فرعون)
أبيبي (ويسمى أيضا أبوفيس) كان حاكمًا من الهكسوس لمصر السفلى خلال عصر الأسرة الخامسة عشرة ونهاية الفترة الانتقالية الثانية. وفقًا لبردية تورينو، فقد حكم الجزء الشمالي من مصر لمدة أربعين عامًا خلال النصف الأول من القرن السادس عشر قبل الميلاد. وعلى الرغم من أنه كان يسيطر رسميًا على المملكة السفلى فقط، فقد سيطر أبيبي عمليًا على غالبية أراضي مصر خلال خلال السنوات الأولى من حكمه. عاش أكثر من منافسه الجنوبي كامس وانتهى عهده على يد أحمس الأول.
بينما مارس أبيبي السيادة وحافظ على علاقات تجارية سلمية مع الأسرة السابعة عشرة الأصلية في الجنوب، استعادت المملكة الأخرى السيطرة في النهاية. وطرد الهكسوس من مصر بعد وفاته بخمسة عشر عامًا فقط.
يشير كامس (آخر ملوك الأسرة السابعة عشرة) إلى أبيبي في نقش حجري على أنه "زعيم رتنو" وهو ما يدل على الأصول الكنعانية لهذا الملك.